# Otra historia del mundo
Otra historia del mundo é um filme de drama  de 2017 dirigido e escrito por Guillermo Casanova e Kiro Russo. Foi selecionado como representante de seu país ao Oscar de melhor filme estrangeiro em 2018.

## Elenco
- Alfonsina Carrocio - Anita Striga
- Susana Castro - Vecina
- Nicolás Condito - Dan Valerio
- Cecilia Cósero - Amelia Valerio
- Christian Font - Locutor
- Jenny Goldstein - Rina Keffler